# Гродзисько (Кендзежинсько-Козельський повіт)
Гродзисько (пол. Grodzisko, нім. Grötsch) — село в Польщі, у гміні Павловички Кендзежинсько-Козельського повіту Опольського воєводства.
Населення — 134 особи (2011).
У 1975-1998 роках село належало до Опольського воєводства.

## Демографія
Демографічна структура станом на 31 березня 2011 року:
|          | Загалом | Допрацездатний вік | Працездатний вік | Постпрацездатний вік |
| -------- | ------- | ------------------ | ---------------- | -------------------- |
| Чоловіки | 71      | 10                 | 48               | 13                   |
| Жінки    | 63      | 9                  | 35               | 19                   |
| Разом    | 134     | 19                 | 83               | 32                   |